# Barraquito
Der Barraquito (dt. „kleine Hütte“) oder Zaperoco (dt. „Krach“, „Radau“) ist ein süßes Kaffeegetränk, das auf den Kanarischen Inseln sehr beliebt ist.
Er wird in der Regel in Schichten serviert, was auf die unterschiedliche Dichte der Zutaten zurückzuführen ist, die von unten nach oben aus gezuckerter Kondensmilch, Likör (Licor 43, Tia Maria), Espresso und aufgeschäumter Milch bestehen. Er wird in einem mittelgroßen oder hohen Glas serviert und mit Zimtpulver und Zitronen- oder Limettenschalen garniert.

## Herkunft
Unter den Einwohnern von Santa Cruz de Tenerife heißt es, dass der Barraquito in der Mitte des 20. Jahrhunderts aufkam und sein Name sich auf einen Stammgast der Bar Imperial, Don Sebastián Rubio, Spitzname „Barraco“ oder „Barraquito“, bezieht, der immer einen Cortado mit gezuckerter Kondensmilch in einem langen Glas, einem kleinen Glas Licor 43, Zitronenschale und Zimt bestellte. Diese Bar gibt es auch heute noch, sie befindet sich am Plaza de la Paz.
Anderen Quellen zufolge geschah dies in der Bar Paragüitas, ebenfalls in Santa Cruz. Es heißt auch, dass der Barkeeper Don Manolo Grijalbo (nach anderen Quellen Kioskero) in einem Lokal in der Nähe des Hafens der Stadt, das als Treffpunkt für Künstler, Geschäftsleute, Studenten usw. diente, den Barraco erfunden hat.

## Varianten
Im nördlichen Teil der Insel Teneriffa, in der Gegend zwischen Buenavista im Westen und Puerto de la Cruz im Osten, ist er überwiegend als Zaperoco bekannt. In der Gegend von Santa Cruz und La Laguna bezeichnet der Barraquito einen Kaffee mit Kondensmilch und Milchschaum, der in anderen Gegenden Leche y Leche (dt. „Milch und Milch“) genannt wird.

## Trivia
Barraquito ähnelt dem Cafe Asiático, der traditionell aus Cartagena (Spanien) stammt. Zwischen dem 1. und 15. Dezember 2021 warb der Verband der Baristas der Region Murcia daher in seinen Cafés für die Umbenennung des Asiático in Barraquito, wobei der Erlös zur Finanzierung der durch den Vulkanausbruch auf La Palma verursachten Schäden verwendet wurde, in Solidarität mit der Bevölkerung von La Palma, die darunter litt.